# Kamanahalli, Krishnarajpet
Kamanahalli là một làng thuộc tehsil Krishnarajpet, huyện Mandya, bang Karnataka, Ấn Độ.